# Влашка
Влашка (рум. Vlașca) — село у повіті Яломіца в Румунії. Адміністративно підпорядковане місту Фетешть.
Село розташоване на відстані 139 км на схід від Бухареста, 42 км на південний схід від Слобозії, 67 км на захід від Констанци, 115 км на південь від Галаца.

## Населення
За даними перепису населення 2002 року у селі проживали 2160 осіб.
Національний склад населення села:
| Національність | Кількість осіб | Відсоток |
| -------------- | -------------- | -------- |
| румуни         | 1695           | 78,5%    |
| цигани         | 464            | 21,5%    |

Рідною мовою назвали:
| Мова      | Кількість осіб | Відсоток |
| --------- | -------------- | -------- |
| румунська | 1715           | 79,4%    |
| циганська | 445            | 20,6%    |